# Wijnand Maschereel van Rode
Wijnand "Maschereel" van Rode, ook Wynant de Rode, de Winantsrode, van Maschereil of von Mascherell (ca. 1360 - 1429), was een 14e-/15e-eeuws geestelijke uit het adellijke geslacht Van Wijnandsrade. Hij was onder andere proost van het Sint-Servaaskapittel in Maastricht. In die laatste hoedanigheid was hij tevens heer van de Elf banken van Sint-Servaas, Tweebergen en Mechelen-aan-de-Maas. Na zijn terugtreden als proost werd hij heer van Wijnandsrade.

## Biografische schets

### Afstamming

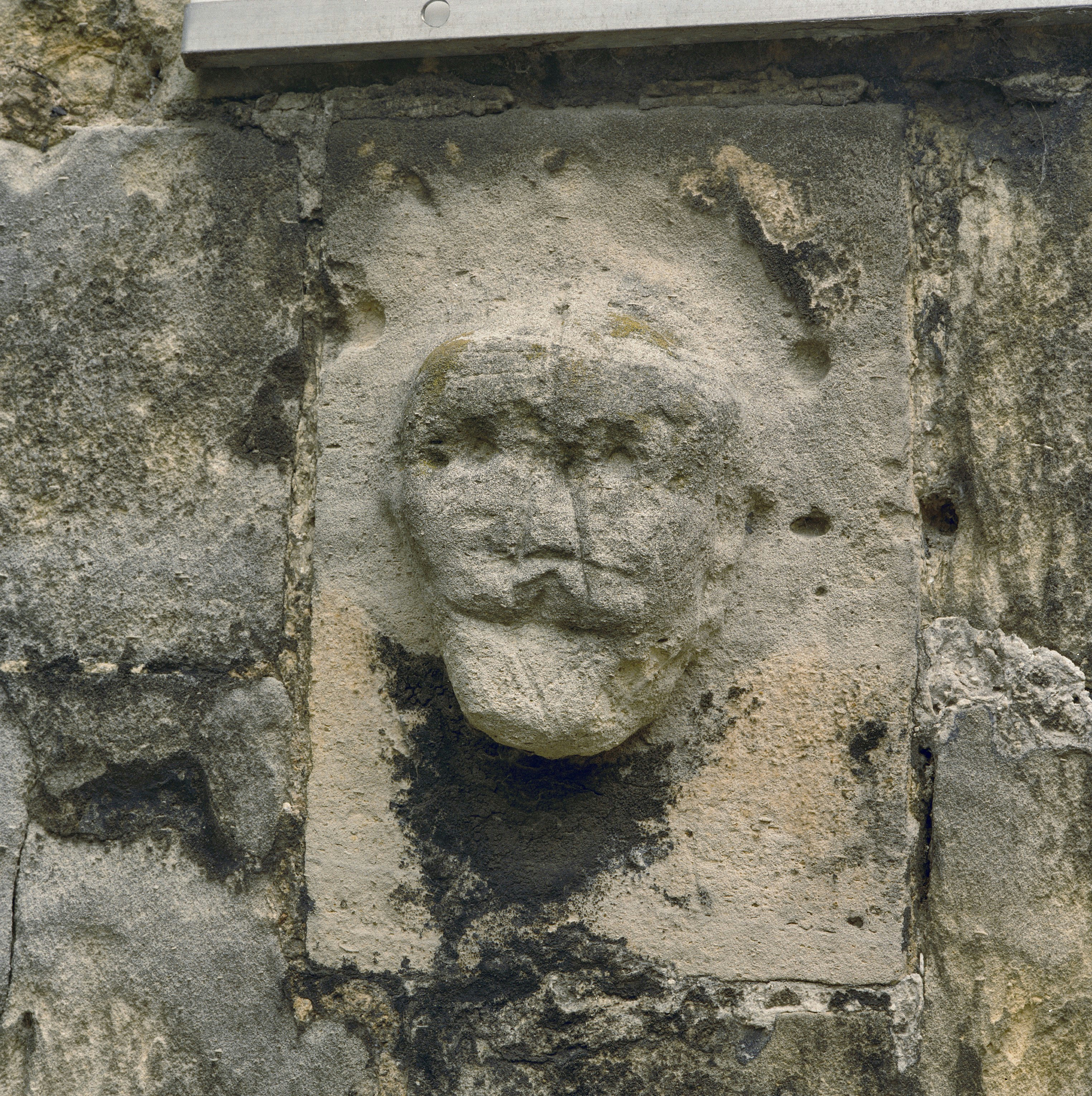
Kasteel Wijnandsrade: masker in de kasteelpoort

Wijnand van Rode werd waarschijnlijk omstreeks 1360 geboren als zoon van Jan (of Johan) "Maschereel" van Rode (1330-1396) en Maria van Oupeye. Deze Jan Maschereel was heer van Wijnandsrade, een enclave in het land van Valkenburg. Daarnaast was hij kastelein van het kasteel van Franchimont en proost van de Sint-Pieter en Pauluskerk in Bouillon (beide gelegen in het prinsbisdom Luik). Verder genoot hij aanzienlijke inkomsten uit diverse Loonse en Brabantse bezittingen. De toevoeging "Maschereel" aan zijn naam zou Jan van Rode hebben overgenomen van zijn moeder Elisabeth van Schoonvorst en zou teruggaan op een van de stamvaders van het geslacht Van Schoonvorst, Raes (Rasso) I. In de toegangspoort van kasteel Wijnandsrade bevinden zich gebeeldhouwde maskers, die zouden verwijzen naar deze naam (ook: Maxhereit, Mascarez, Masseres, Maschereil).
Wijnand had volgens sommige bronnen minstens één broer en twee of drie zusters; volgens andere bronnen was hij enig kind. Volgens de Duitse historicus Florian Gläser was Wijnands broer Lambert kanunnik in Antwerpen. Zijn zuster Adelheid (Aleijt Catharina, 1363-1428) huwde in 1382 Nicolaas II Hoen, heer van Hoensbroek en schepen van Maastricht. Een andere zuster, Maria, huwde in 1394 Johan Dorgol, burggraaf van Bouillon. De jongste zuster Johanna stamde volgens Gläser vermoedelijk uit Jans tweede huwelijk met Johanna Brant en was gehuwd met ridder Iwan van Houthem. Tegen de verwachting in - voor een oudste zoon en erfgenaam uit een adellijk geslacht - volgde Wijnand aanvankelijk een geestelijke loopbaan.

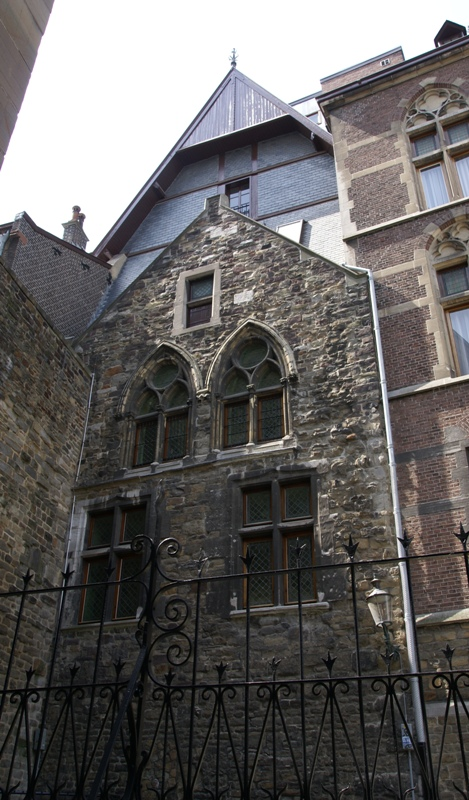
Proosdij van Sint-Servaas, Maastricht

### Loopbaan
Omstreeks 1380 trad zijn verwante Engelbert van Schoonvorst terug als proost van het kapittel van Sint-Servaas in Maastricht, waarna Wijnand hem in deze lucratieve functie opvolgde. Mogelijk verkreeg hij deze positie vanwege het feit dat zijn vader aanzienlijke belangen had weten te verwerven in de proosdij van Sint-Servaas. Als proost was Wijnand tevens heer van Tweebergen en Mechelen-aan-de-Maas, de twee banken van Sint-Servaas die sinds 1232 aan het proostschap verbonden waren. Uit zijn Maastrichtse periode dateert een akte van 26 januari 1381, waarin hij samen met prins-bisschop Arnold van Horne van Luik het testament goedkeurde van Ricald van Luycke, die ruim 44 bunder land ter beschikking stelde voor de stichting van een gasthuis in Tongeren.
Wijnand trad in 1397 terug als proost, toen hij een jaar na de dood van zijn vader de heerlijkheid "Rode" (Wijnandsrade) in leen ontving van de prins-elekt van Luik, Jan van Beieren. Kort daarna huwde hij Catharina van Immerseel, dochter van ridder Jan van Immerseel, die later landdrost van Brabant werd. Wijnand werd de stamvader van de heren van Wijnandsrade, die tot de 16e eeuw het kasteel Wijnandsrade bewoonden. Zijn zoon Jan "Maschereel" van Rode huwde Sibylle Huyn van Merckelbach.